# Успенський собор (Астрахань)
Успе́нський собо́р (офіційна назва — собор Успіня Пресвятої Богородиці) — найбільший православний храм Астрахані. Розміщується на території Астраханського кремля.
Збудований у 1699–1710 роках під керівництвом кам'яних справ майстра Дорофія Мякішева; будівництво курирував митрополит Сампсон.
Собор вважається одним з найкращих зразків російської церковної архітектури початку XVIII століття, та є єдиним у Росії архітектурним храмовим комплексом, де храм і Лобне місце поєднані.

## Історія

### Перший храм (дерев'яний)
Перший собор в Астрахані, дерев'яний і дуже невеликий, був збудований на тому ж місці 1568 року ігуменом Кирилом та освячений на честь Стрітення Володимирської ікони Божої Матері. Причиною цьому послужила однойменна ікона, надіслана з ігуменом царем Іваном Грізним у благословення новому місту Астрахані, закладеному на новому місці 1558 року.

### Другий храм (кам'яний)
Зі зростанням міста маленький собор не міг виконувати покладені на нього функції. І за благословенням першого російського патріарха Йова на початку 90-их років XVI століття до Астрахані був відряджений ігумен Феодосій з дорученням збудувати нову «соборну й апостольську церкву».
Новий храм з каменю біля східної стіни кремля було завершено 1602 року. Названо його було на честь Успіня Божої Матері. У зв'язку з цим Володимирську ікону Божої Матері, яка до цього зберігалась у старому Стрітенському соборі, було перенесено до нового собору.

### Будівництво сучасного собору
Для будівництва храму митрополит Сампсон найняв тридцять каменярів на чолі з кріпосним архітектором Дорофієм Мякішевим. 1 жовтня 1699 року почалось будівництво нового собору. Як повідомляє «Ключаревський літопис»:
Спочатку зодчий бажав звести собор з одним великим куполом, але під час будівництва собору 1702 року внаслідок поспіху дах храму впав, і замість одного величезного купола було зведено п'ять. З 1705 до 1706 року в Астрахані тривав так званий стрілецький «весільний» бунт — одне з найбільших міських антиурядових повстань у Росії, що призупинило роботи, оскільки багато хто з каменярів, землекопи й колодники тоді приєднались до повстанців.
1707 року було освячено нижній храм на честь Володимирської ікони Божої Матері. 1708 року в нижньому храмі було відновлено приділ на честь святителів Афанасія та Кирила Олександрійських. 1709 року внаслідок сильної пожежі згоріли соборні глави на майже завершеному соборі. Основні кам'яні роботи зі зведення храму завершились до 1710 року.
Верхній головний храм було освячено 14 серпня 1710 року.